# Limnephilus kaspievi
Limnephilus kaspievi là một loài Trichoptera hóa thạch trong họ Limnephilidae.